# 温廷敬
温廷敬（1869年—1954年8月14日），字丹铭，号止斋，笔名纳庵，晚年自号坚白老人，广东大埔县百候镇人。是近现代广东著名学者、文献学家。

## 著作
- 《补读书楼文集》十六卷 稿本未刊六册
- 《补读书楼骈文》 稿本未刊一册
- 《三十须臾吟馆诗集》六卷续集一卷 稿本未刊四册
- 《乱离集》一卷 稿本未刊一册
- 《乱离续集》一卷 稿本未刊一册
- 《止斋七言古诗抄》上下卷 稿本未刊一册
- 《羊城集》上、下卷  稿本未刊二册
- 《沧海一廛诗草》一卷  稿本未刊一册
- 《居易楼词》二卷  稿本未刊一册
- 《乱离词》稿本未刊一册
- 《沧海一廛词草》  稿本未刊一册
- 《经史金文证补》  稿本一册  《广州学报》抽印本
- 《金文正郭订释》  稿本二册
- 《重订金文疑年表》  稿本未刊一册
- 《续编金文疑年表》  稿本未刊一册
- 《石鼓文证史订释》  稿本未刊一册
- 《洛诰新解》  石印本一册
- 《广汉宋斋诗说》  稿本未刊一册
- 《温飞卿诗发微》  稿本已佚  中山大学语言文学专刊抽印本一册
- 《抱残楼藏书跋尾》  稿本未刊一册

## 编校、辑佚部分
- 《广东通志列传》？自周至唐部分？四卷  中山大学印本  线装四册
- 《广东宋元人物传》五卷  稿本未刊二册
- 《广东明人物传》  稿本未刊二册
- 《明季潮州忠逸传》六卷  补读书庐印本二册
- 《广东清人物传》  草稿未完成四册
- 《潮州艺文志》八卷？缺卷八？  稿本未刊五册
- 《大埔金石志》  稿本一册
- 《民国大埔县志》三十九卷  排印本十五册
- 《徐氏汕头一本堂族谱》十卷  排印本
- 《昌黎文录》六卷  唐韩愈撰  唐海阳赵德编  重辑本未刊二册
- 《许班王诗钞》  明揭阳许国佐撰  编校本未刊一册
- 《潮州诗萃》十五卷  稿本未刊二十五册
- 《潮州文萃》？选钞存散稿尚未整理成书？
- 《茶阳三家文钞》六卷  清何如璋、林达泉、邱晋昕撰  仿宋聚珍印本二册
- 《潮州唐宋元诗文吉光集》四卷  稿本未刊二册
- 《潮州名媛集》  稿本未刊一册
- 《般若波罗密多心经释义》一卷  唐释大颠撰  校正本一册
- 《弘觉禅师诗文钞》二卷  编校本未刊一册
- 《元和姓纂校补》四册  稿本四册  《广州学报》本
- 《宫闺古藻集》五卷  稿本未刊二册
- 《尔雅校议》为清乾隆刘玉麟撰，但原书散佚。此为校录者得于摊肆，系采孙录刘氏校本。广雅书局刻《尔雅补注》残本，仅寥寥六十四则。
- 《旧五代史校补》二十卷  宋薛居正等撰  稿本未刊九册
- 《莫氏初订持静斋书目》四卷续一卷  莫友芝撰  校录本未刊四册
- 《持静斋善本书目》三卷  稿本未刊二册